# Белуджистан

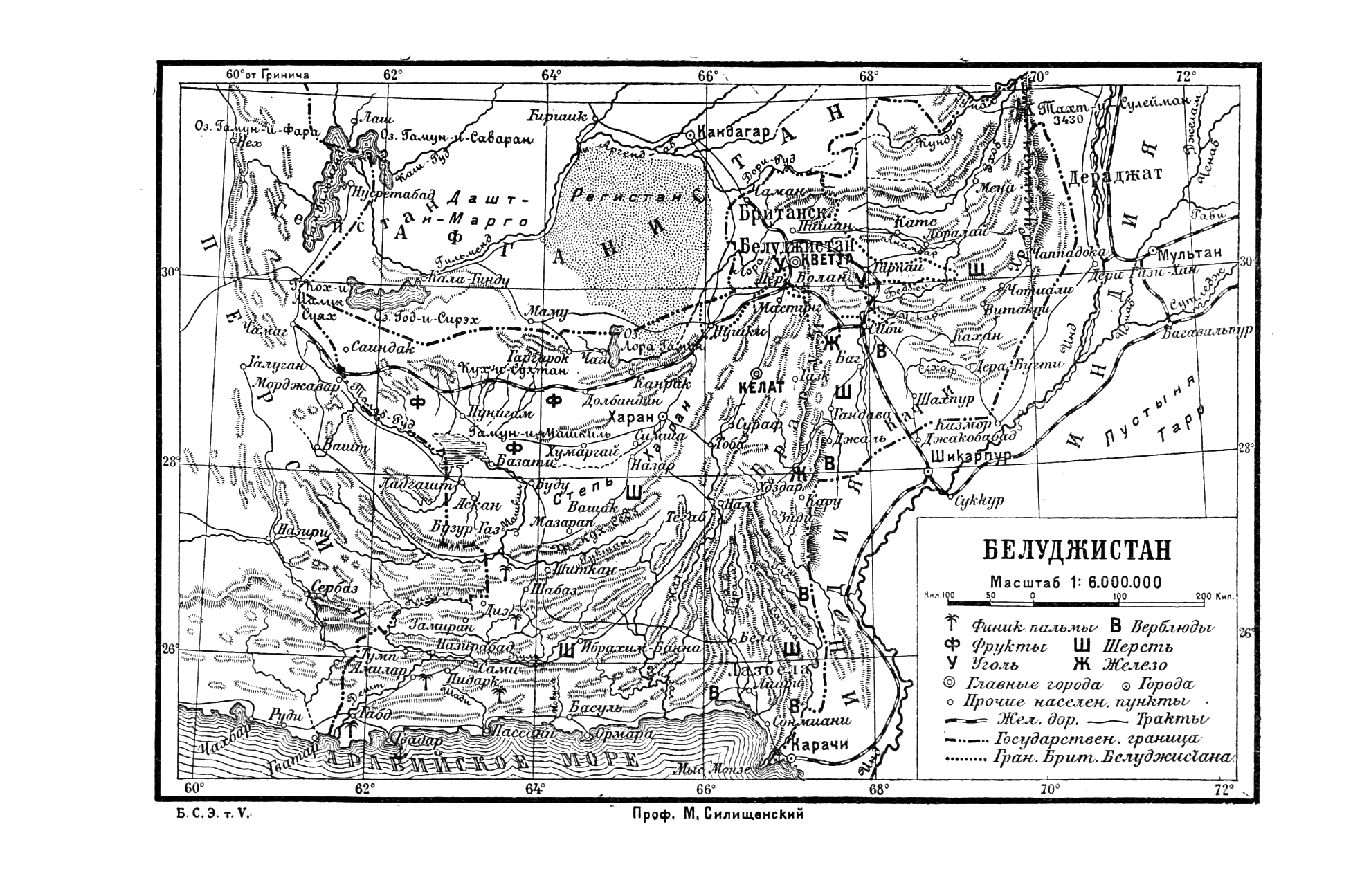
Белуджистан, схема создана в 1927 году.

Белуджиста́н (белудж. بلۏچستان; перс. بلوچستان‎, Белучестан; урду بلوچستان‎, Балучистан) — историческая область на северном побережье Индийского океана, расположенная на стыке Ближнего Востока и Индостана.
В других источниках, на конец XIX столетия, указано что это государство (страна), лежащее на крайнем Юго-Востоке Иранского плоскогорья, между 24° 50′ и 30° 20′ северной широты и 61° 20′—70° 45′ восточной долготы, между Афганистаном, Аравийским морем, Персией и Индостаном, вошедшее под этим именем в состав азиатских государств, только с 1739 года. Сейчас Белуджистан административно разделён на провинции, входящие в состав сопредельных государств: Афганистана (Гильменд, Кандагар), Ирана (Систан и Белуджистан) и Пакистана (Белуджистан). Господствующая религия: ислам (Ханафитский мазхаб).

## География
Белуджистан расположен на юго-востоке Иранского нагорья, и его большая часть (восточная) представляет пограничную почти сплошь гористую страну, со скудным орошением. Судоходных рек нет. Горы Гала и Брахои на востоке прорезываются двумя главными ущельями проходами в Индию: Боланским и Гандавским. Территория представляет собой редкозаселённую пустыню. Протяжённость побережья Аравийского моря в пределах исторического Белуджистана составляет не менее 1500 километров.

## История
Белуджистан издавна являлся ареной ожесточённой борьбы за обладание путём, проходящим по его территории и связывающим Индию с Ираном. В античную эпоху Белуджистан был известен у древних греков как древняя Гедрозия (Гедросия), которая упоминается в связи с индийским походом греческого воинского начальника Александра Македонского и плаванием Неарха. В последующие эпохи, до IX столетия, Белуджистан переходил из рук в руки, подвергаясь в то же время частым нашествиям (саков, парфян, кушанов и других), а мусульманское завоевание связало его с соседними арабскими государствами — саффаридов, саманидов и других.
Теория происхождения белуджей, самой большой этнической группы в регионе, состоит в том, что они происходят от мидийцев и относятся к индоиранской группе, которая поглотила дравидийские гены и культурные черты, в основном от Брагуи.

## Население
В 1921 году население около 800 000 человек, с плотностью — на один км² на британской территории — три, на туземной — два, и состояло из:
- брагуи, преобладавших численно и являющихся господствующей нацией (они занимают восточные горы);
- белуджей, составляющих меньшинство, в низинах они живут оседло, деревнями, занимаясь земледелием, часть же кочует со стадами овец в горах.
- луры — народность близкая к русским цыганам, несомненно индийского происхождения, живут по всему Белуджистану[1].

Позже этнический состав:
- белуджи;
- брагуи;
- пуштуны.

Диалекты белуджских племён близки к фарси. Язык брагуев родствен дравидийским языкам Южной Индии.
Мужчины издавна считаются смелыми воинами.